# Terry Schroeder
Terry Alan Schroeder (Santa Bárbara (Califórnia), 9 de outubro de 1958) é um ex-jogador de polo aquático estadunidense, medalhista olímpico.

## Carreira
Terry Schroeder fez parte dos elencos medalha de prata de Los Angeles 1984 e Seul 1988.